# Route nationale 22 (Estonie)
Pour les articles homonymes, voir Route nationale 22.
La route nationale 22 (Tugimaantee 22) est une route nationale estonienne reliant Rakvere à Vägeva. Elle mesure 52 km.

## Tracé
- Comté de Viru-Ouest
  - Rakvere
  - Tõrma
  - Levala
  - Assamalla
  - Väike-Maarja
  - Ebavere
  - Rakke
  - Vägeva